# Sture Lindgren
Nils Sture Lindgren, född 3 november 1898 i Karoli församling i Malmö, död 15 juni 1952 i Gustav Vasa församling i Stockholm, var en svensk direktör.
Sture Lindgren var son till tullvaktmästaren Nils Andersson Lindgren och Karolina Nilsson. Efter studentexamen i Malmö 1917 studerade han vid Frans Schartaus Handelsinstitut i Stockholm där han tog avgångsexamen 1920. Han var på 1920-talet korrespondent innan han blev kontorschef vid Kungliga Automobilklubben (KAK). Han blev verkställande direktör för Motormännens Riksförbund 1941 och startade 1943 organisationens egen tidning Motor. Som VD för Motormännens Riksförbund var han verksam fram till sin död.
Han var gift första gången 1921–1930 med damfrisör Ella Billström (1897–1958), omgift Sjödahl, och paret fick en dotter Stina Rosengren (1920–1999). Han gifte sig andra gången 1931 med Astrid Ericsson (1907–2002), senare känd som författaren Astrid Lindgren. I andra giftet föddes dottern Karin Nyman (född 1934) som blev översättare och författare. Andra hustruns son utom äktenskapet, Lars Blomberg (1926–1986), antog också styvfaderns efternamn.
Sture Lindgren är begravd på Stockholms norra begravningsplats.